# 忒勒斯托
忒勒斯托（古希腊语：Τελεστώ，字面意思为“成功”）希腊神话中的一个宁芙。
忒勒斯托是大洋神俄刻阿诺斯与女神忒堤斯（两人均为提坦）所生的3000位俄刻阿尼得斯（大洋神女）之一。在古典神话中并没有与她有关的故事；只是在神谱里，赫西俄德曾简单地列举过她的名字，并说她穿着藏红色的衣服。
在天文学上，土卫十三的名字来自忒勒斯托。